# Erel Halevi
Erel Halevi (em hebreu: אראל הלוי, Israel, 13 de janeiro de 1991) é uma nadadora israelense de nível internacional. Além de participar dos Jogos Paralímpicos de Verão de 2012 e Jogos Paralímpicos de Verão de 2016, também ganhou duas medalhas de bronze na competição IPC Swimming European Championships.

## Carreira
Aos onze anos de idade, foi confinada a uma cadeira de rodas devido a uma doença autoimune. Foi submetida ao Centro Médico de Sheba para reabilitação, mas não houve nenhuma melhoria em sua condição. Permaneceu positiva, como já havia visto progresso na mudança da cadeira de rodas por muletas. Embora tivesse uma condição que a limitasse fisicamente, Halevi se alisotu para a Força de Defesa de Israel.
Aprendeu a nadar através da Israel Foundation for Handicapped Children (Fundação Israelita para Crianças com Deficiência, em tradução livre), onde foi descoberta pelo treinador Yaakov Banison. Devido ao êxito da atleta, o treinador a impulsionou para participar dos Jogos Paraolímpicos de Verão. Inicialmente, participou da equipe da Israel Foundation for Handicapped Children e, logo depois, passou para uma equipe de nível nacional. Seu primeiro grande evento foi o IPC Swimming European Championships em 2009, em que ganhou uma medalha de bronze para natação feminina de 50 metros livres, na classificação de inaptidão S7. No IPC Swimming European Championships de 2011, terminou em quarto lugar nos 400 metros livres. Antes dos Jogos Paraolímpicos de Verão de 2012, Halevi participou da competição Berlin Swimming Open, onde ganhou uma medalha de ouro nos 400 metros livres. Nos Jogos Paraolímpicos de 2012, terminou em décimo segundo lugar geral nos 50 metros livres.
No IPC Swimming European Championships de 2016 em Funchal, ganhou uma medalha de bronze devido ao êxito nos 50 metros livres. A atleta ficou atrás das atletas Susie Rodgers do Reino Unido e Denise Grahl da Alemanha. No mesmo concurso, fez as competições finais dos 100 metros livres e 400 metros livres, mas terminou em quinto lugar em ambas as ocasiões. Foi nomeada para a equipe israelense para os Jogos Paralímpicos de Verão de 2016 no Rio de Janeiro.